# Muggio

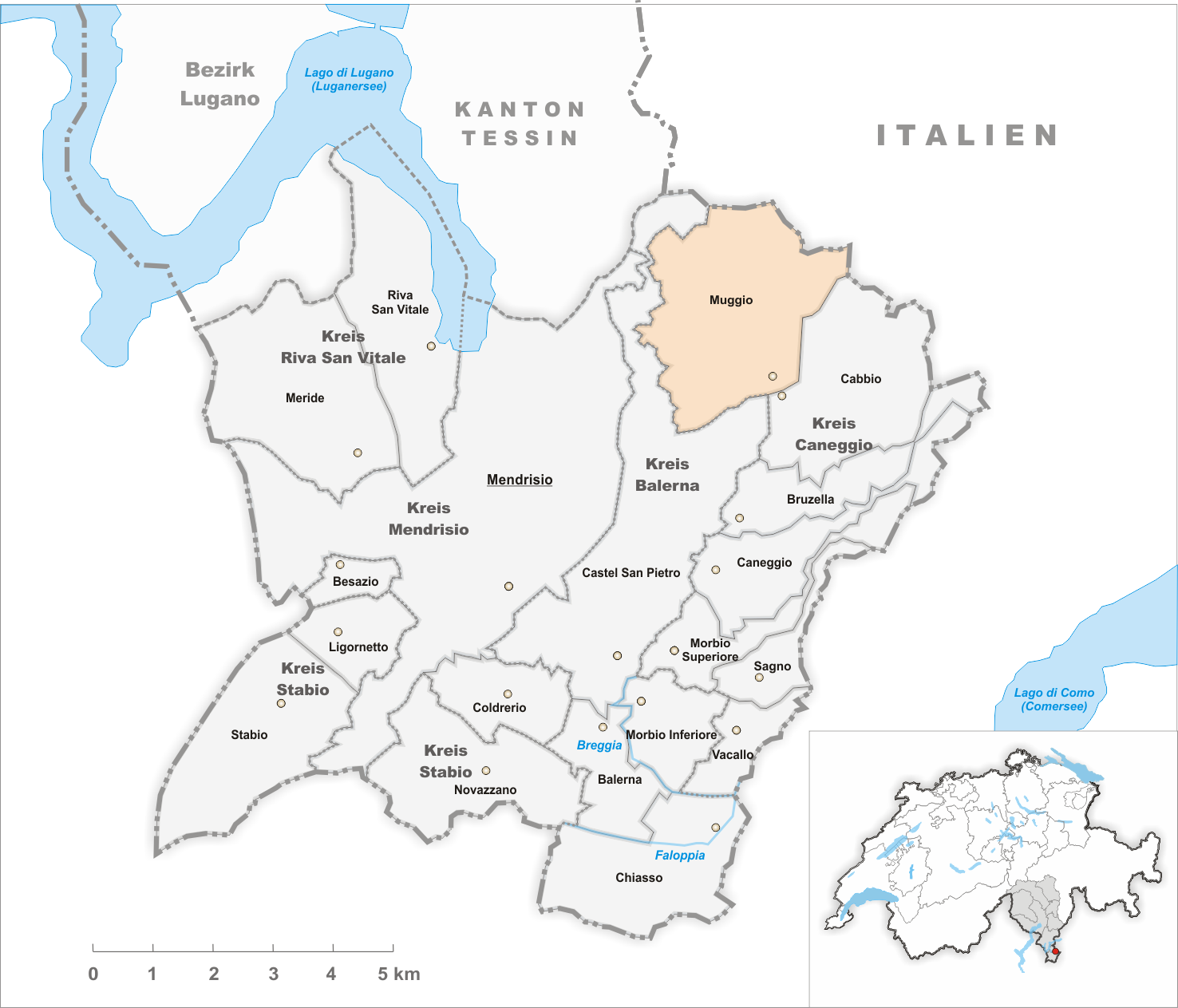
Gemeindestand vor der Fusion am 24. Oktober 2009

Muggio [ˈmudːʒo] war eine politische Gemeinde im Bezirk Mendrisio des Kantons Tessin in der Schweiz.

## Geographie
Muggio liegt etwa zehn Kilometer nordöstlich von Mendrisio im Muggiotal und umfasst die zwei Fraktionen Scudellate und Roncapiano.

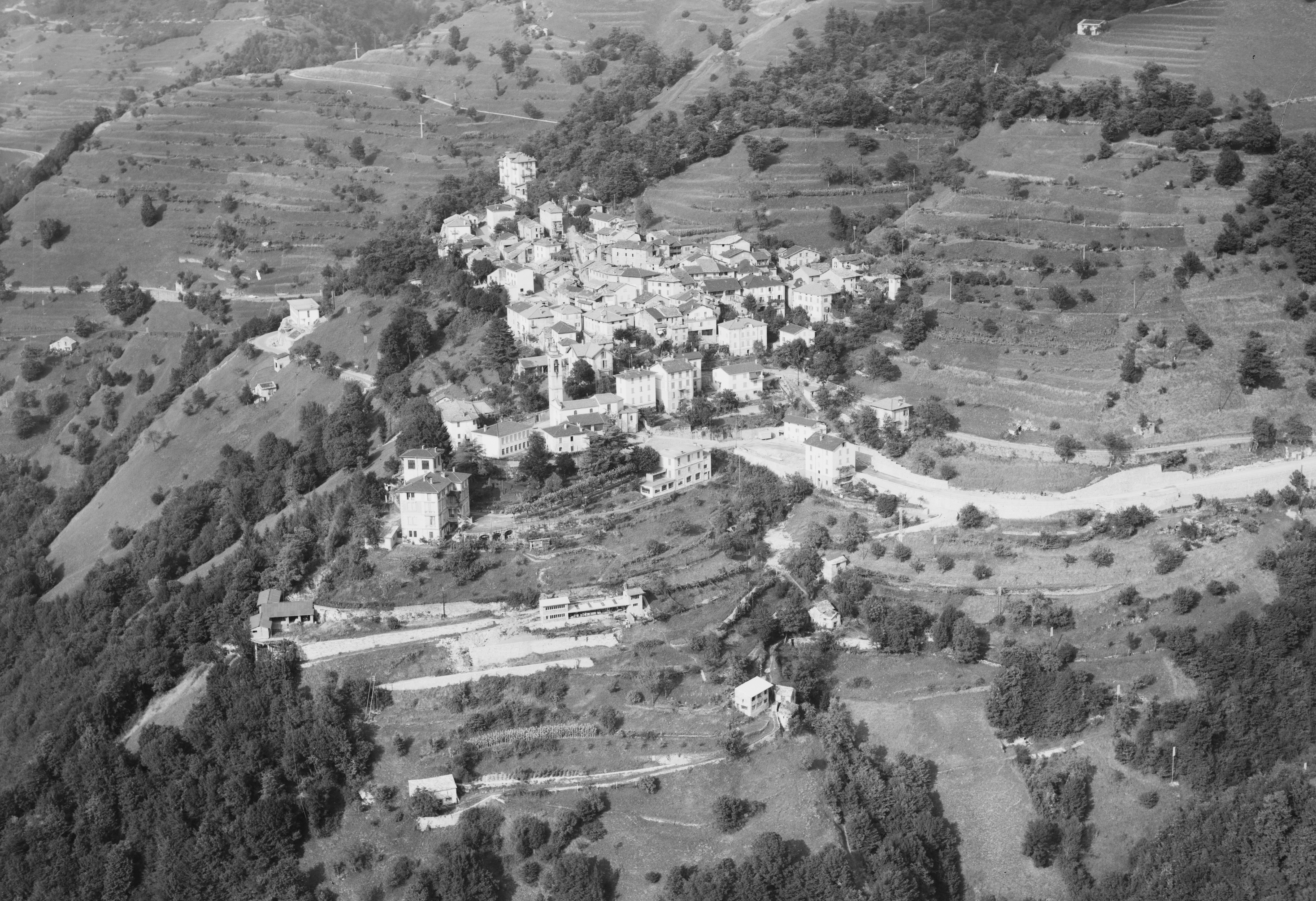
Luftbild (1964)

## Geschichte
Das Dorf wurde 852 erstmals als Mugio erwähnt. Seit dem Altertum besiedelt, gab es im 9. Jahrhundert von hörigen Bauern (massaricii) bewirtschaftete Huben; verschiedene Grundstücke gehörten 1299 dem Domkapitel von Como. Schon damals wurde das Dorf zusammen mit andern Gemeinschaften im Tal erwähnt und war kirchlich mit Cabbio vereint. Erst nach 1673 wurde Muggio Vizepfarrei, die bis ins 19. Jahrhundert von der Mutterkirche Balerna abhing.
Am 20. April 2008 wurde der Zusammenschluss der Gemeinden Bruzella, Cabbio, Caneggio, Morbio Superiore, Muggio und Sagno zur Gemeinde Breggia angekündigt. Die Gemeinde Muggio lehnte diese Fusion ab. Vom Grossen Rat des Kantons Tessin wurde jedoch eine Verfügung erlassen, weshalb Muggio beim Bundesgericht eine Beschwerde einreichte. Nach der Niederlage vor dem Bundesgericht fand die Fusion am 25. Oktober 2009 statt. Muggio bildet aber nach wie vor eine eigenständige Bürgergemeinde.

## Bevölkerung
Einwohnerzahlen: Volkszählungsdaten

## Sehenswürdigkeiten
Das Dorfbild ist im Inventar der schützenswerten Ortsbilder der Schweiz (ISOS) als schützenswertes Ortsbild der Schweiz von nationaler Bedeutung eingestuft.
- Pfarrkirche San Lorenzo[6]
- Kirche dell’Addolorata im Ortsteil Scudellate[6]
- Oratorium Beata Giuliana Falconieri im Ortsteil Roncapiano[6]
- Oratorium San Giovanni Battista im Ortsteil Turro[6]
- Wohnhaus Cantoni-Fontana[6]
- Öffentliche Waschbrunnen[6]
- Nevèra auf Alpe Génor[7]

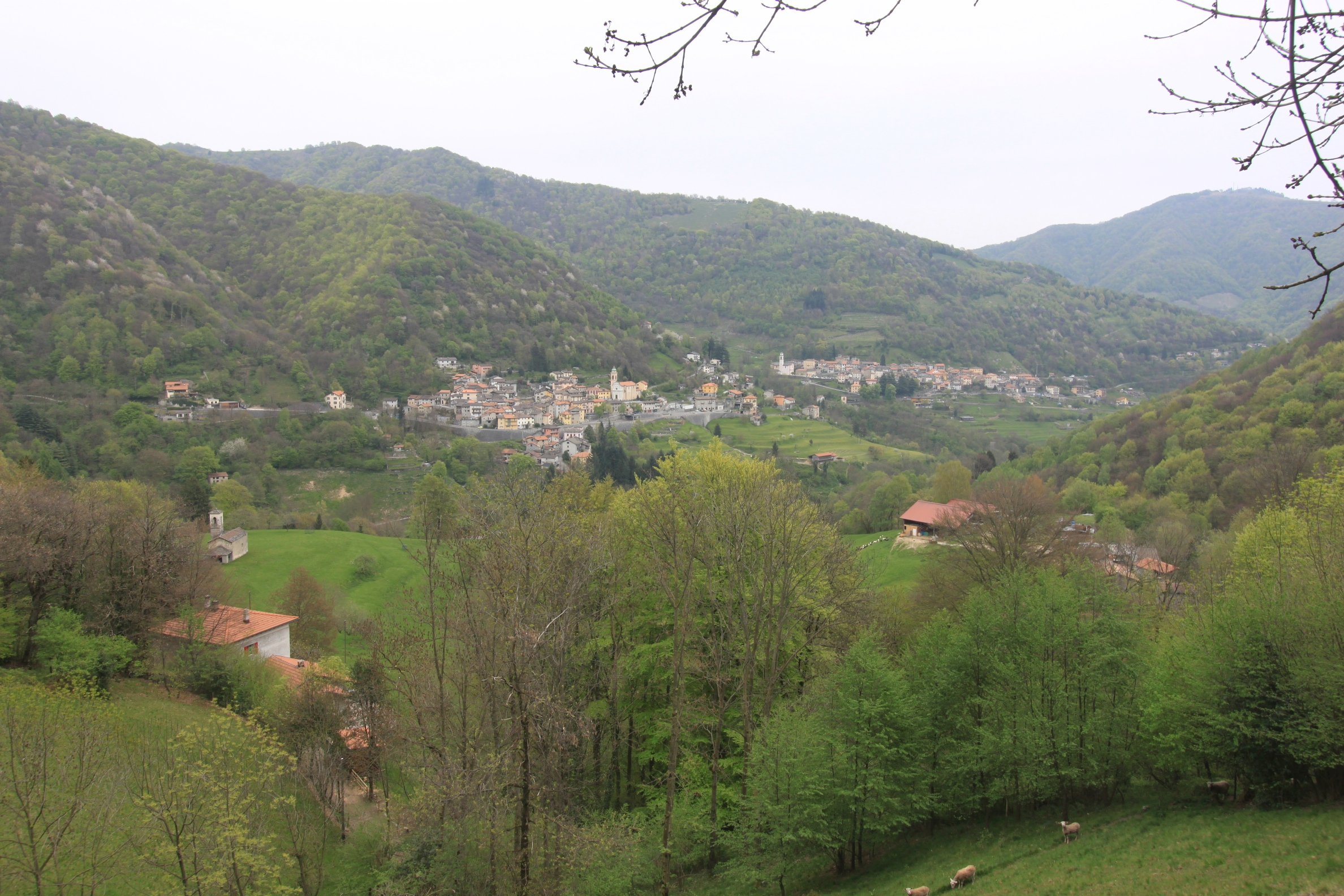
Muggio mit Cabbio im Hintergrund
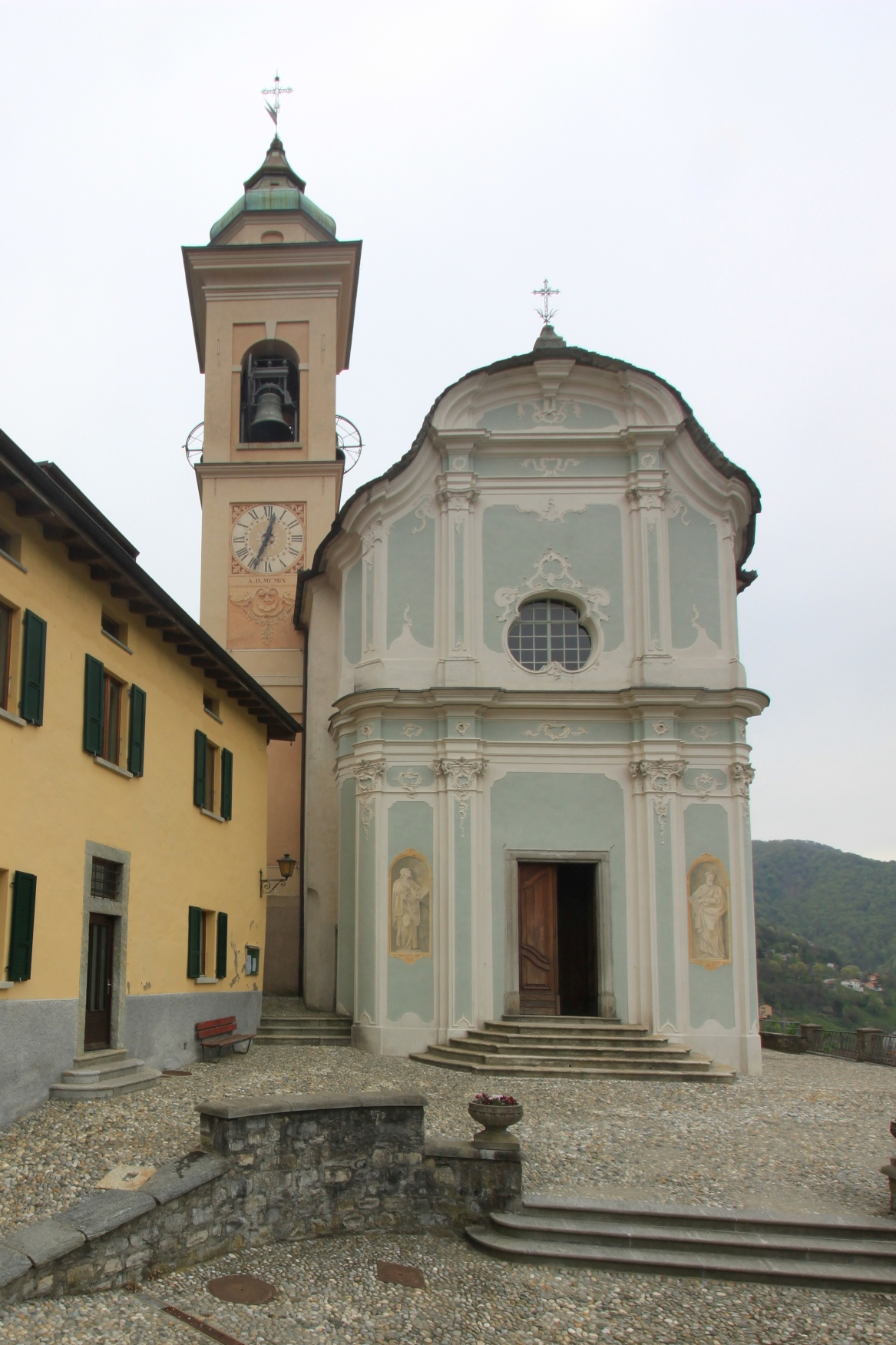
Pfarrkirche San Lorenzo
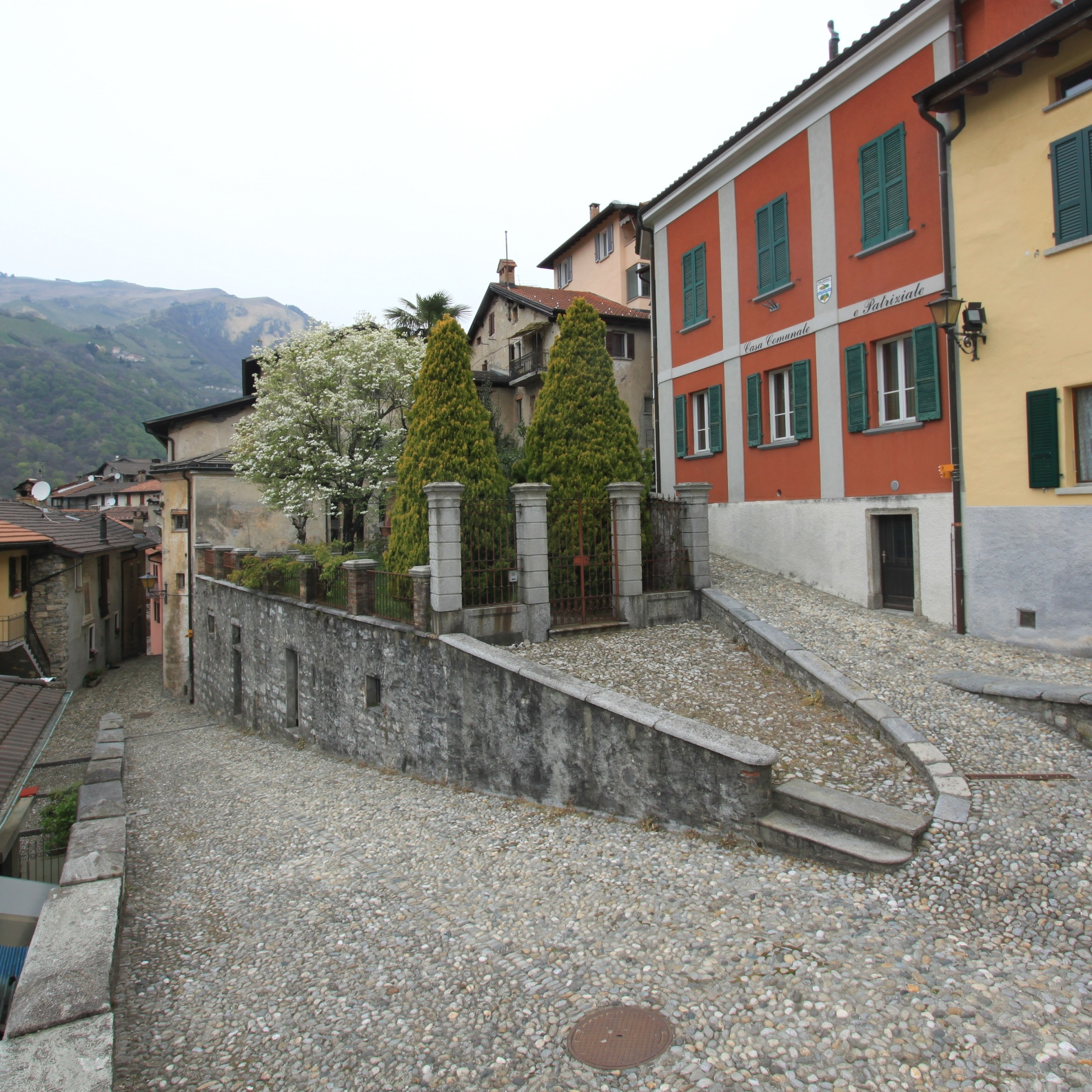
Gemeindehaus
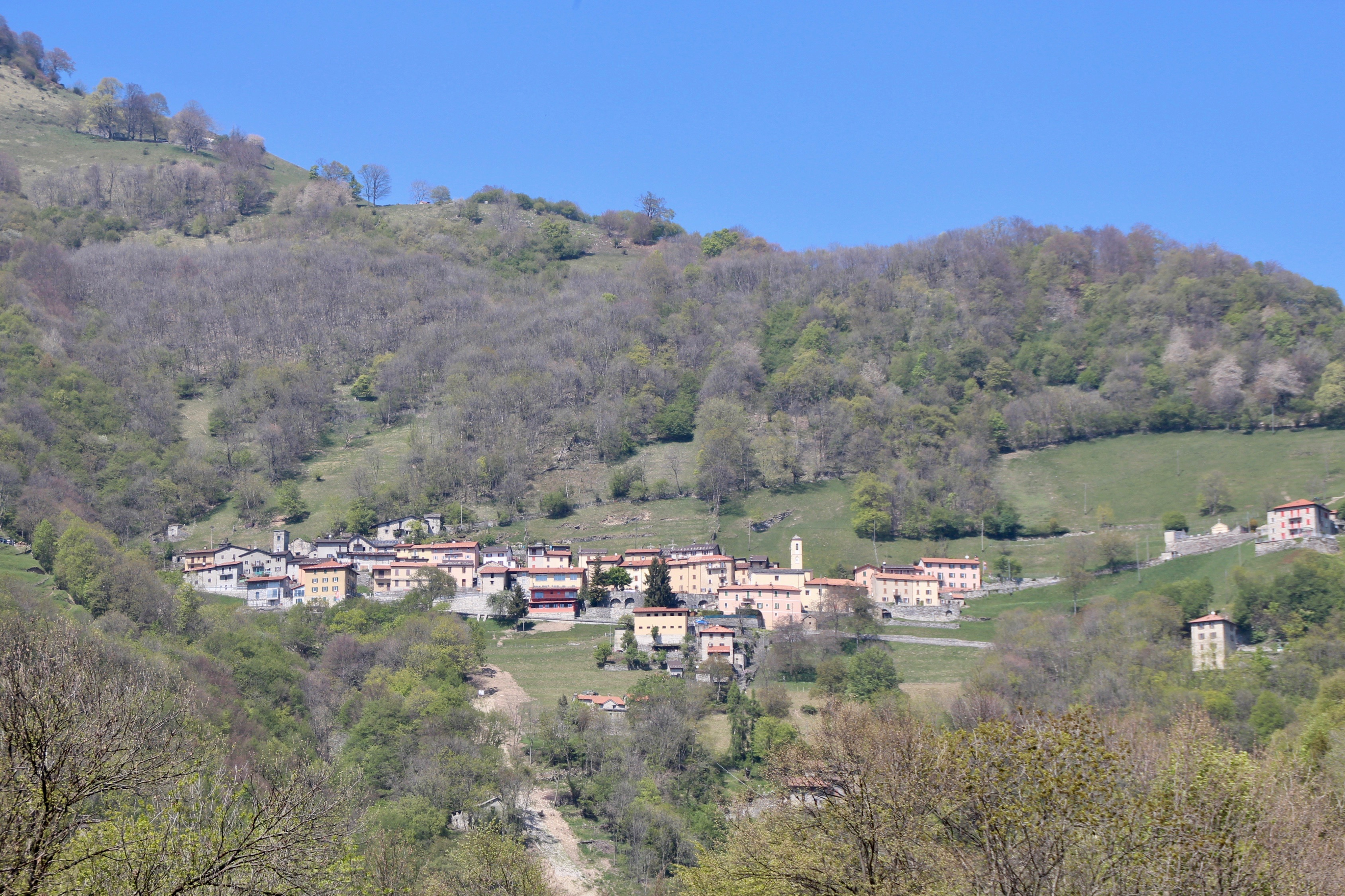
Fraktion Scudellate